# Johann Joachim Winckelmann

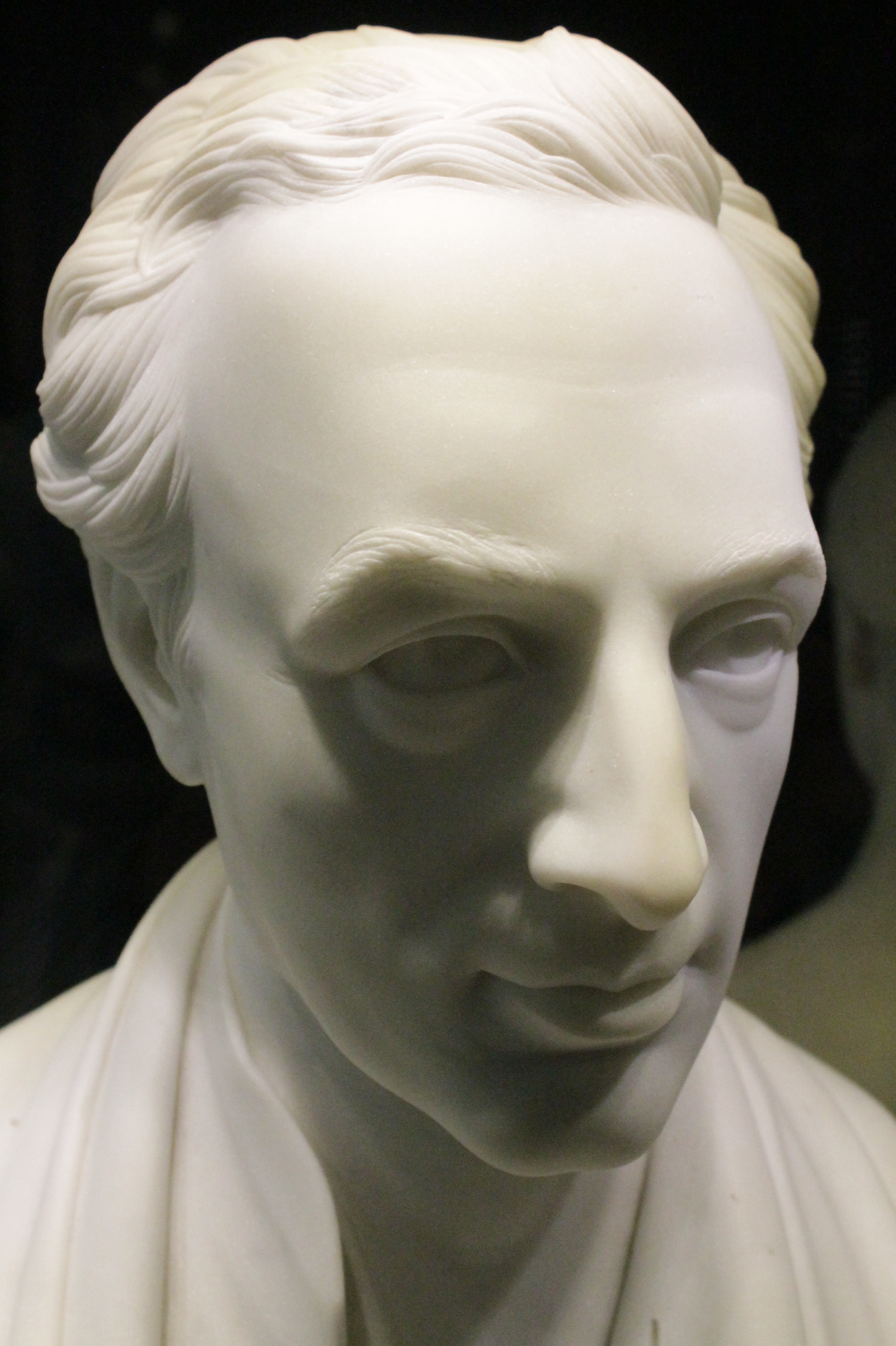
Johann Joachim Winckelmann de Ferdinand Pettrich, 1866, Albertinum, Dresda

Johann Joachim Winckelmann (/ˈvɪŋkəlˌmɑːn/; germană: [ˈvɪŋkl̩man]; n. 9 decembrie 1717, Stendal, Saxonia-Anhalt, Germania – d. 8 iunie 1768, Trieste, Monarhia Habsburgică a fost un istoric de artă și arheolog german, considerat „părintele arheologiei moderne” sau chiar „profetul și eroul fondator al arheologiei moderne". 
Winkelmann a fost, de asemenea, un pionier al elenismului modern, fiind primul istoric de artă, care a articulat limpede diferența dintre arta Greciei antice, a romanilor și cea greco-romană. Winckelmann a fost unul din fondatorii arheologiei științifice, fiind totodată primul care a aplicat categorisirea stilistică, în scrierile sale de istoria artei, de pe o bază largă, consistentă și sistematică. Din acest punct de vedere, mulți urmași profesionali de-ai săi îl consideră „părintele istoriei artei”. A fost, de asemenea, primul istoric al artei care a separat arta Greciei Antice în perioade cu limpezi limite temporale.
Influența sa decisivă asupra creșterii și cristalizării mișcării artistice a neoclasicismului, la sfârșitul secolului al XVIII-lea a fost în deplină consonanță cu enorma sa influență avută nu doar în arheologie și istoria artei, dar și asupra artei vestice vizuale, în general, așa cum sunt pictura și sculptura, dar și asupra literaturii și filozofiei. Lucrarea sa Istoria artei antice (1764), a devenit imediat una din primele cărți de limbă germană clasică și de căpătâi. Influența sa directă sau indirectă asupra germanilor semnificativi Lessing, Herder, Goethe, Hölderlin, Heine, Nietzsche, George și Spengler a fost denumită declarativ și provocativ „Tirania Greciei [antice] [exercitată] asupra Germaniei (în engleză, The Tyranny of Greece over Germany)."
În prezent Institutul Winkelmann al Universității Humboldt din Berlin este în întregime dedicat studierii arheologiei clasice.
Winckelmann a fost homosexual și a adus în scrierile sale estetice homoeroticismul destul de limpede formulat. Această caracteristică a stilului său de scris de non-ficțiune a fost recunoscută de contemporanii săi, printre care se numără și Goethe.

## Biografie

### Viață timpurie
Winckelmann s-a născut în localitatea Stendal din Margraviatul de Brandenburg. Tatăl său, Martin Winckelmann, a fost cizmar, iar mama sa, Anna Maria Meyer, a fost fiica unei țesătoare. Anii timpurii ai viitorului istoric de artă au fost foarte dificili, dar interesele sale academice înalte l-au determinat să depășească toate obsatacolele ridicate de sărăcie. După mulți ani, aflat la Roma, devenit între timp un faimos savant, Winkelmann scria, „Acum mă simt rasfațat, dar Dumnezeu îmi datora acest lucru; în tinerețe am suferit prea mult”.